# تشارلز إم. دالي
تشارلز إم. دالي هو محامي وسياسي أمريكي، ولد في 8 مارس 1893 في براونز فالي في الولايات المتحدة، وتوفي في 28 سبتمبر 1978 في بورتسموث في الولايات المتحدة. نشط حزبياً في الحزب الجمهوري. وقد انتخب عضو مجلس ولاية نيوهامبشير ‏ وانتخب حاكم نيو هامبشاير ‏.